# Катастрофа на Байконурі (1960)
Катастрофа на Байконурі, що сталася 24 жовтня 1960 року, також знана як Недєлінська катастрофа — масштабна аварія з численними людськими жертвами, що сталася під час підготовки до першого випробувального пуску міжконтинентальної балістичної ракети (МБР) Р-16, найбільша катастрофа за кількістю жертв у історії ракетної техніки[⇨].
За 15 хвилин до запланованого пуску ракети Р-16 стався несанкціонований запуск ракетного двигуна другого ступеня, що призвело до руйнування баків першого ступеня та вибухоподібного займання висококиплячих компонентів ракетного палива. Близько 120 тонн палива розлилися по стартовому майданчику, спричинивши потужну пожежу[⇨]. У вогні опинилися десятки цивільних і військових фахівців, які перебували поруч із ракетою та готували її до запуску. Головний конструктор ракети Михайло Янгель також перебував на майданчику, але залишився живим, оскільки перед стартом ненадовго відійшов покурити[⇨]. У пожежі, за офіційними даними, загинули 74 особи. Згодом від отриманих опіків і ран померли ще чотири людини, що довело загальну кількість жертв до 78[⇨]. За іншими джерелами, кількість загиблих становила від 92 до 126 осіб[⇨].
Катастрофа, яка призвела до значних людських жертв, стала наслідком грубих порушень правил техніки безпеки під час підготовки до пуску ракети, конструкція якої ще не була відпрацьована. Причинами поспіху були важливість швидкого прийняття на озброєння нової МБР та прагнення встигнути завершити випробування до річниці Жовтневої революції[⇨]. Дані про трагедію були засекречені, і лише за часів Гласності, у 1989 році, перші згадки про неї з'явилися в радянських засобах масової інформації[⇨].
На Заході подія 24 жовтня 1960 року знана як «Недєлінська катастрофа» (англ. Nedelin catastrophe або англ. Nedelin Disaster) та названа на честь головнокомандувача Ракетних військ стратегічного призначення, головного маршала артилерії Митрофана Недєліна, який загинув під час вибуху[⇨].

## Передісторія

Співвідношення ракет Р7 та Р16

До кінця 1950-х років СРСР мав на озброєнні три типи стратегічних ракет — Р-5, Р-12 та Р-7. Територія США для перших двох була недосяжною, оскільки вони мали занадто малу дальність польоту. Перша радянська міжконтинентальна балістична ракета (МБР) Р-7 мала дальність 8000 км і мала можливість досягти США при старті з території Радянського Союзу. Але ця ракета мала суттєві недоліки. Рідинні двигуни (РРД) ракети працювали на кріогенних компонентах палива — як окислювач використовувався рідкий кисень. Підготовка Р-7 до пуску займала 32 години. Ракета мала перебувати в заправленому стані не більше 8 годин. Управління ракетою було комбіноване — інерціальне на початковому етапі активної ділянки траєкторії та радіокомандне на кінцевому. До системи радіокоригування обов'язково мали належати два пункти управління за 276 км від місця старту, та на 522 км один від одного, а ракети наводились тільки в обмеженому секторі завширшки 40° між ними. Ракета була виконана за пакетною схемою, мала великі габарити та не мала можливості застосовуватися з шахтних пускових установок (ПУ). Система вийшла дорогою, тому були розгорнуті тільки шість ПУ. Чотири установки були на комплексі «Ангара» в Архангельській області, майбутній космодром Плесецьк. За потреби пуски можна було виконувати з двох пускових на космодромі Байконур.
До кінця 1950-х років США мали на бойовому чергуванні вже 40 МБР. Крім того, у Великій Британії, Італії та Туреччині були розгорнуті стратегічні ракети середньої дальності, що дозволяли вражати цілі на європейській частині СРСР. Для утримання ядерного паритету СРСР треба було нарощувати угруповання своїх міжконтинентальних ракет. Ще 1956 року молоде ОКБ-586 головного конструктора Янгеля виступило з ініціативою створення МБР з рідинним ракетним двигуном (РРД) на висококиплячих компонентах палива (несиметричний диметилгідразин з азотним тетраоксидом). Це спрощувало процедуру підготовки ракети до пуску і значно збільшувало час зберігання ракети в заправленому стані. Ще одним нововведенням було використання на ракеті повністю автономної системи наведення, без радіокорекції на кінцевій ділянці.
Побоювання уряду викликали невідпрацьованість технологій РРД на висококиплячих компонентах (перша балістична ракета із застосуванням таких компонентів — Р-12 розробки ОКБ-586 — на той час ще не літала), технічні ризики при створенні автономної системи керування необхідної точності та завантаженість КБ роботами зі створення ракет Р-14 та Р-15. 17 грудня 1956 року вийшла постанова Ради міністрів СРСР «Про створення міжконтинентальної балістичної ракети Р-16 (8К64)», викликана гострою потребою виробництва МБР тривалого зберігання, попри негативне ставлення до них Сергія Корольова.
Роботи йшли прискореними темпами. Ескізний проєкт нової ракети був готовий у листопаді 1957 року. Для експертної оцінки проєкту було створено спеціальну урядову комісію під керівництвом Мстислава Келдиша. У січні 1958 року комісія, відзначивши низку недоліків проєкту, доповіла уряду про можливість створення Р-16 із заявленими характеристиками. Роботи над ракетою продовжились. 28 серпня 1958 року вийшла постанова уряду № 1003—476, якою встановлювалися терміни основних етапів розробки МБР: початок льотно-конструкторських випробувань (ЛКВ) — червень 1961 року, початок випробувань з пристрілки — четвертий квартал 1962 року.
На початку 1959 року у зв'язку з розвитком подій навколо «Берлінської кризи» різко загострилася міжнародна обстановка. Керівництво країни вимагало прискорити створення ракет Р-14 та Р-16. За словами Михайла Янгеля, його викликали на доповідь Микиті Хрущову зі стану робіт за ракетами Р-14 та Р-16, а той, вислухавши його доповідь, сказав: «Це те, що нам потрібно. Якщо ракету Р-16 буде створено, оборона країни буде поставлена на міцну основу». 13 травня 1959 року вийшла постанова Радміну СРСР про передачу з КБ Янгеля усіх робіт з морської тематики до СКБ-385 Віктора Макєєва. Цією ж постановою скорочувалися терміни розробки Р-14 та Р-16. Для Р-16 початком ЛКВ було встановлено четвертий квартал 1960 року, а організацію серійного виробництва ракет призначено на 1962 рік.

## Технічні особливості старту Р-16
Під час передстартових операцій за командою керівника бойового розрахунку з бункера проводився ряд дій, що включали підключення бортових ампульних батарей та перемикання споживачів електроенергії з наземного на бортове електроживлення. Останньою з операцій була команда «Пуск», якою управління передавалося автономній системі керування ракетою. Ракета починала відпрацьовувати свою циклограму — послідовність команд, що видаються системою керування, за якою прилади наземного обладнання та на борту ракети виконують свої дії при старті й в польоті. Основою автономної системи управління ракетою був програмний струморозподільник (ПСР) «А-120», що є валом з кулачками, які при обертанні валу від крокового приводу замикали різні керуючі електричні ланцюги механізмів і агрегатів ракети.
Однією з технічних проблем при використанні самозаймистих компонентів палива довготривалого зберігання була герметичність паливної системи на заправленій ракеті. Герметичність паливних баків і трубопроводів забезпечувалася цільнозварною конструкцією. У самому двигуні зробити це було важко. Тому було ухвалено рішення відокремити внутрішні порожнини двигуна від трубопроводів за допомогою спеціальних металевих мембран. На вході до турбонасосних агрегатів (ТНА) двигунів встановлювалися піромембрани, прорив яких відбувався під час передстартових операцій за командою з землі за допомогою дії порохових газів піропатрона на кільцевий ніж з двох половин. Для запуску двигуна необхідно було одержання команди ПСР на запуск піростартера двигуна, після чого відбувався запуск турбіни ТНА від вихлопних газів піростартера і, після включення електропневмоклапану, витіснення газом із системи високого тиску компонентів палива до газогенератору. Компоненти палива спалахували, відбувався запуск двигуна та його вихід на робочий режим.

## Випробування Р-16
Для проведення льотних випробувань ракети на полігоні Тюратам (НДІП-5 МО, пізніше космодром «Байконур») ОКБ-586 було виділено майданчики під будівництво нових споруд. На полігоні вже була досить розвинена інфраструктура, створена для випробування ракет ОКБ-1 Сергія Корольова. Комплекс для Р-16 складався із трьох майданчиків. На майданчику № 41 знаходився стартовий комплекс із двома пусковими установками для ракет та підземний командний пункт. Поблизу неї будувався вимірювальний пункт. Майданчик № 42 складався з монтажно-випробувального корпусу та інших службових та допоміжних будівель та споруд, до яких входили приміщення для розміщення особового складу військових випробувачів, Держкомісії, технічного керівництва та випробувачів від промисловості. На майданчику № 43 було побудовано житлову зону для розміщення експлуатуючої військової частини та представників промисловості .
У серпні 1960 року почалися вогневі стендові випробування двигунів першого і другого ступенів Р-16 у Загорському НДІ-229. 26 вересня 1960 на полігон Тюратам прибула перша льотна ракета — виріб 8К64 № ЛД1-ЗТ. У вересні 1960 року було затверджено і склад Держкомісії з проведення льотних випробувань МБР Р-16. Головою комісії був призначений заступник міністра оборони СРСР Головком РВСП Головний маршал артилерії Митрофан Недєлін, технічним керівником випробувань — Головний конструктор ОКБ-586 Михайло Янгель.
Хід підготовки ракети до пуску знаходився під пильною увагою ЦК КПРС та вищого керівництва країни. На полігон неодноразово дзвонили Микита Хрущов та Леонід Брежнєв. Терміни підтискали, та й великі досягнення було прийнято приурочувати до «червоних» дат календаря — у цьому випадку чудово пасувала річниця Жовтневої революції. Роботи велися у дві зміни. Першу половину дня до пізнього вечора випробування проводилися під керівництвом керівника випробувань інженер-підполковника Олександра Матреніна, військовими та спеціалістами з НДІ та ОКБ. Вночі заводські фахівці проводили доопрацювання під контролем військових представників. Після усунення численних зауважень, до 20 жовтня випробування були завершені.
Вранці 21 жовтня ракета була вивезена з монтажно-випробувального комплексу та доставлена на 41-й майданчик. 21 та 22 жовтня були проведені передбачені передстартовою підготовкою стикування головної частини, підйом та встановлення ракети на пусковий стіл, підключення комунікацій та випробування всіх систем. 23 жовтня ракету заправили компонентами палива та стиснутими газами. Рішенням Держкомісії старт було призначено на 19:00 23 жовтня.
Система піромембран ще не була остаточно відпрацьована. При підриві виникав сильний удар, конструкція іноді втрачала герметичність. Краплинні течі, що виникали, могли призвести до займання самозаймистих компонентів палива, і їх появу необхідно було контролювати вручну. Додатковою проблемою була складність контролю за спрацьовуванням піромембран. Під час підриву піропатрона розривався електричний ланцюг, проте продукти згоряння часто замикали ланцюги електричної схеми. Це призводило до помилкових сигналів про неспрацьовування піромембран, тому технічне керівництво ухвалило рішення про контроль над проривом «на слух» — за звуком гідравлічного удару в момент прориву. Було ухвалено рішення здійснювати прорив піромембран не за допомогою бортової системи керування, а з пульта в бункері керування. Підрив мембран здійснювався за кожним компонентом палива окремо, і після контролю герметичності приймалося рішення про продовження робот.
О 18:00 під час підготовки до пуску при подачі з пульта сигналу на прорив піромембран магістралі окислювача 2-го ступеня стався підрив піромембрани магістралей пального 1-го ступеня. Крім того, було зафіксовано несанкціонований підрив піропатронів відсічних клапанів газогенератора 1-го блоку маршового двигуна 1-го ступеня.
Роботи було зупинено до з'ясування причин того, що сталося. Як згадував К. Є. Хачатурян, провідний конструктор з електровипробувань:

Щоб продовжити підготовку ракети до пуску, необхідно було насамперед з'ясувати та усунути причину підриву піропатронів відсічних клапанів. Аналіз електричної схеми показував, що це могло статися, якщо переплутані дроти в головному розподільнику системи управління першого ступеня — приладі А-120. Його зняли з ракети, розкрили і виявили, що ізоляція проводів одного із джгутів, через які проходив струм на підрив піромембран, була повністю розплавлена і голі дроти торкалися один одного.
За електричною схемою рушійної установки напруга надходила на піропатрон мембран через відповідні ланцюги приладу А-120. І поки двигуністи «на слух та запах» встановлювали факт спрацьовування піромембран, згорілі продукти піропатронів замкнули ланцюги, сталося коротке замикання, ізоляція проводів розплавилася і струм пішов по рядах проводів, що лежали поруч. У цьому й була причина несанкціонованого спрацьовування піропатронів.

За технічними умовами на гумові ущільнення, манжети та прокладки ракета з мембранами, що були прорвані, мала перебувати на старті не більше 24 годин. Після цього необхідно було зливати компоненти палива та повертати ракету на завод для прочищення баків, магістралей та перебирання двигунів. Підготовка до старту другої льотної ракети зайняла б щонайменше місяць.

## Катастрофа 24 жовтня

Вибух ракети

Першу половину 24 жовтня усували виявлені дефекти — було замінено струморозподільник «А-120» та піропатрон відсічних клапанів двигуна 1-го ступеня. Після обіду Держкомісія заслухала головного конструктора ОКБ-692 Бориса Конопльова, розробника системи управління ракетою та пульта управління. Він доповів що невірна послідовність команд була внаслідок помилок при розробці пульта ОКБ-692. Для усунення дефектів пульта та виявленого недостатнього захисту від перешкод блоку підсилювачів програмованих імпульсів потрібно багато часу. Було вирішено зробити пуск без доопрацювань, а прорив піромембран зробити вручну. За оголошенням 30-хвилинної готовності для виключення хибних спрацьовувань комісія погодилася з пропозицією Конопльова провести переустановку в нульове (вихідне) положення крокових двигунів системи управління.
Окрім деяких фахівців, які заперечували, всі висловилися за продовження робіт. Зауваження про небезпеку проведення робіт на заправленій ракеті було відкинуто. За спогадами одного з учасників подій, маршал Недєлін зауважив: «Що я говоритиму Микиті [Хрущову]? Ракету доопрацювати на старті, країна чекає на нас».
Роботи було продовжено. Намагаючись подати приклад сміливості, Маршал Недєлін сидів на стільці на так званій «нульовій позначці» — приблизно за сімнадцять метрів від підніжжя ракети, особисто контролюючи хід робот. Поруч із ним перебували заступник міністра загального машинобудування Гришин, головні конструктори систем ракети та його заступники — Янгель, Конопльов, Фірсов, Йосип'ян, численні військові представники — начальник полігону генерал-майор Костянтин Герчик, його заступник генерал-майор Олександр Мрикін та інші. Усього, крім необхідних для проведення робіт близько ста, на стартовому майданчику було ще до 150 людей.
Приблизно за годину до пуску було прорвано роздільні піромембрани паливних баків другого ступеня. Близько 18:45 було оголошено 30-хвилинну готовність до пуску та розпочато виставлення у «нуль» програмного струморозподільника. Оскільки програмний розподільник не мав ходу «назад», для виставлення на «нуль» він мав зробити повний цикл роботи. Через незняте електроживлення при проходженні через циклограму стався несанкціонований запуск двигуна другого ступеня. Вогняний струмінь зруйнував баки окислювача та пального першого ступеня. Коли запустився двигун другого ступеня, увімкнулися автоматичні кінокамери призначені для знімання пуску ракети і які відобразили подробиці катастрофи. Концентричні хвилі полум'я, що розходилися від ракети, поширювалися з величезною швидкістю і поглинали все на своєму шляху. З вогню вискакували і бігли на всі боки люди, що горіли. Лавиноподібне горіння 120 т компонентів палива тривало близько 20 секунд, після чого залишки агрегатів та споруд догоряли ще дві години. Тільки після цього з'явилася можливість розпочати аварійно-рятувальні роботи.

## Постраждалі
Під час вибуху загинули майже всі, хто знаходився поблизу стартового столу. Серед загиблих були головнокомандувач РВСП Митрофан Недєлін, заступник начальника полігону інженер-полковник Олександр Носов, начальники 1-го та 2-го управлінь полігону інженер-полковники Євген Осташев та Р. М. Григор'янц, заступники Головного конструктора ОКБ-586 (ракета) Лев Берлін та Василь Концевий, заступник головного конструктора ОКБ-456 (двигуни) Георгій Фірсов, головний конструктор ОКБ-692 (система керування) Борис Конопльов. Всього під час катастрофи загинуло 57 і поранено 42 військовослужбовців, загинуло 17 і поранено сім представників промисловості. До госпіталю у тяжкому стані був доставлений і заступник голови Державного комітету Ради Міністрів з питань оборонної техніки Л. А. Гришин, який 2 листопада помер від отриманих травм.
Головний конструктор ОКБ-586 Михайло Янгель дивом залишився живим. Він вирішив покурити і, щоб не подавати поганого прикладу підлеглим, відійшов у курилку, яка розташовувалася у захищеному бункері. Разом з ним до курилки відійшли Андронік Йосип'ян (член Держкомісії, головний конструктор і директор ВНДІЕМ) і Олексій Богомолов (член Держкомісії, головний конструктор ОКБ МЕІ), який не курив. За версією Бориса Чертока, вони хотіли вмовити Янгеля припинити роботи на заправленій ракеті. Це врятувало їм життя. Гришина теж покликали із собою, але він затримався на майданчику.
Невдячну місію з інформування Хрущова про те, що сталося, взяв на себе Янгель. У Кремль пішла телефонограма:

24 жовтня 1960 року.
О 18:45 за місцевим часом за 30 хвилин до пуску виробу 8К-64, на заключній операції перед пуском сталася пожежа, яка спричинила руйнування баків із компонентами палива.
В результаті того, що трапилося, є жертви в кількості до ста або більше осіб. У тому числі зі смертельними наслідками кілька десятків людей.
Головний маршал артилерії Недєлін знаходився на майданчику для випробувань. Нині його розшукують.
Прошу термінової медичної допомоги постраждалим від опіків вогнем та азотною кислотою.
Янгель
«Пурга»-3
апарат т. Недєліна

До 41-го майданчика стягувалися медики та пожежники. Серед тих, хто вижив, багато людей отримали страшні опіки. Їх одразу ж відправляли до госпіталів. Трупи складалися у спеціальному приміщенні для подальшого упізнання. Це було нелегко, оскільки багато загиблих були спотворені до невпізнання. Наприклад, на місці загибелі Недєліна змогли знайти тільки оплавлену зірку Героя Радянського Союзу, годинник, що зупинився в момент вибуху та маршальський погон, а Конопльова впізнали за зростом, бо він був найвищим на майданчику.
З Москви, Ленінграда, Ростова-на-Дону терміново всю ніч прибували госпіталі. 14 осіб, яким була потрібна пересадка шкіри, були евакуйовані у Москву до Центрального військового госпіталю імені Бурденка. Пізно ввечері Янгель мав важку розмову з Хрущовим. Коли Янгель доповів про загибель Недєліна, головного конструктора системи управління Конопльова, заступника Глушка Фірсова та двох своїх заступників, Хрущов досить безцеремонно запитав: «А де в цей час перебував технічний керівник випробувань?» Янгель сприйняв це як недовіру уряду та просив підлеглих, у разі чого, продовжувати зберігати взятий напрямок робіт.
У період з 2 листопада 1960 року по 3 січня 1961 року від отриманих опіків та ран у госпіталях померли Л. А. Гришин та троє військовослужбовців. Загалом загальна чисельність загиблих досягла 78 чоловік. Ці дані відповідають поіменному списку постраждалих, складеному Держкомісією. Але існують й інші дані: згідно К. Є. Хачатуряна та А. З. Матрьоніна, чисельність жертв досягає 92 осіб, а Б. Е. Черток назвав цифру у 126 чоловік. При повторному розслідуванні 1999 року комісія з нагородження учасників катастрофи використовувала поіменний список загиблих і поранених, складений 28 жовтня 1960 року генерал-майором артилерії Єфименком, проаналізувала його і долю тих, хто вижив. Комісія встановила що, окрім 74 загиблих під час вибуху, надалі від ран померло лише 4 особи, і що загальна кількість загиблих склала 78 чоловік.

## Розслідування
У ніч 25 жовтня на полігон вилетіла Урядова комісія на чолі з головою Президії Верховної Ради СРСР Леонідом Брежнєвим. За спогадами Бориса Губанова, Хрущов, призначаючи комісію, зателефонував Сергію Корольову і запитав: «Що робити з Янгелем?» Попри те, що стосунки з Янгелем були у Корольова напруженими, він відповів: «Це могло статися і в мене — нова техніка…»
Крім Брежнєва до складу комісії увійшли: перший заступник міністра оборони СРСР Андрій Гречко, заступник голови Ради Міністрів СРСР Дмитро Устинов, голова Держкомітету з оборонної техніки при Радміні СРСР Костянтин Руднєв, голова Держкомітету з радіоелектроніки Валерій Калмиков, завідувач Відділу оборонної промисловості ЦК КПРС, начальник 3-го Головного управління КДБ Анатолій Гуськов, директор НДІ-229 Гліб Табаков, директор НДІ-88 Георгій Тюлін .
Перше засідання комісії відбулося у монтажно-випробувальному корпусі одразу після прибуття колони машин з аеродрому. У присутності всіх випробувачів Р-16 Брежнєв заявив: «Нікого карати не будемо». Як показало подальше розслідування, безпосередні винуватці аварії — відповідальні за техніку безпеки робіт та розробник системи управління загинули під час вибуху. Тих, хто залишився живим, карати вважали негуманним. За спогадами Василя Будника (заступник Янгеля), за наслідками роботи комісії Брежнєв сказав: «…ви самі себе покарали».
Головною причиною катастрофи було визнано грубе порушення заходів безпеки. Комісією з розслідування було встановлено наступну низку подій, що спричинили катастрофу:
1. Попередній прорив роздільних мембран паливних баків другого ступеня ракети під час скасованого старту напередодні, 23 жовтня. Паливо з баків ракети, порушуючи інструкції, злито не було[34].
2. Для прискорення передстартової підготовки передчасно було підключено бортову ампульну батарею. За інструкцією бортові ампульні батареї повинні були під'єднані тільки після всіх перевірок, безпосередньо в процесі пуску. але вирішили використовувати зовнішню ампульну батарею і встановити її на борт лише за годину до пуску. Внаслідок цього електричні кола ракети опинилися під напругою[34].
3. За півгодини до пуску було розпочато операцію виставлення «на нуль» програмних механізмів систем керування, зокрема, програмного струморозподільника «А-120». За відсутності бортового живлення ця операція нічим не загрожувала, але при наявності електроживлення це спричинило катастрофу. На початку руху валу ПСР сталося замикання контактів запуску піростартера та несанкціонований пуск двигуна 2-го ступеня[12].

## Наслідки
Після повернення з полігону Янгель доповідав про те, що сталося, спочатку першому секретареві ЦК КПУ Миколі Підгірному, а потім секретареві Дніпропетровського обкому партії. Перенесені потрясіння позначилися на стані здоров'я головного конструктора ОКБ-586 і наприкінці жовтня в нього стався другий інфаркт (перший був у лютому 1958 р.). У середині листопада на «Південмаш» прибула для доопрацювань друга льотна ракета. Протягом місяця прийшли нові бортові прилади. Після повного циклу заводських випробувань дороблену ракету 28 грудня спеціальним залізничним потягом було відправлено до Тюратама. Цим самим поїздом виїхала бригада випробувачів на чолі з Янгелем. 1 січня 1961 року потяг прибув на полігон.
На той час на полігоні було проведено такі заходи:
- посилено заходи безпеки;
- розглянуто пропозиції щодо «захисту від дурня»;
- встановлено автоматичну систему пожежогасіння;
- кількість ручних операцій скорочено до мінімуму;
- змінено порядок передстартової підготовки та пуску ракети: вперше було проведено мережеве планування робіт на стартовій позиції — складено графік із зазначенням точного часу та місця виконання кожної операції; за рахунок об'єднання та укрупнення низки операцій було скорочено кількість операторів та контролерів;
- з початком заправки ракети встановлювався особливий режим — всі учасники підготовки до старту носили на руках спеціальні нарукавні пов'язки; у міру наближення до моменту старту скорочувалася кількість осіб, які перебували біля ракети; останніми, після оголошення 15-хвилинної готовності, до бункеру спускалися фахівці з червоними нарукавними пов'язками.

За підсумком вжитих заходів біля другої льотної ракети під час та після заправки перебувало не більше 20 осіб. Після оголошення годинної готовності усі зайві люди були евакуйовані з місця старту. З цивільних фахівців у бункері управління перебували лише Янгель та головні конструктори деяких систем.
Пуск ракети відбувся з другої пускової установки майданчика № 41 2 лютого 1961 року. Він не був повністю вдалим. За кілька хвилин до старту виявилася відсутність живлення системи аварійного підриву ракети в польоті та телеметричної системи «Трал». Янгель вважав, що основне завдання — довести працездатність ракети, тому розуміючи, що пуск очікують у Москві, вирішив проводити його без телеметрії.
Пуск відбувся нормально, хоча головна частина ракети замість Камчатки впала у Красноярському краї. Через відсутність даних телеметрії встановити причину відхилень не вдалося. Тільки за результатами третього, також не зовсім вдалого, пуску 3 березня 1961 було встановлено, що переміщення палива в польоті у баках другого ступеня занадто великі і система керування не справляється зі стабілізацією ракети. Було введено заспокійники-перегородки, які компенсували коливання компонентів палива у польоті. Тільки з серпня 1962 року ракета почала літати нормально. 20 жовтня 1962 року постановою уряду міжконтинентальну балістичну ракету Р-16 (8К64) було прийнято на озброєння. До 1965 року було розгорнуто 186 пускових установок для ракет Р-16.

## Висвітлення катастрофи у ЗМІ та офіційне визнання
Інформація про трагедію була засекречена. Жодних офіційних повідомлень про катастрофу не було. Всім свідкам, рідним та близьким було рекомендовано говорити про нещасний випадок або авіаційну катастрофу. Загибель Головнокомандувача Ракетними військами стратегічного призначення Недєліна замовчати було неможливо, тому вигадали версію про його трагічну загибель в авіаційній катастрофі, про що було повідомлено в некролозі, опублікованому в газеті «Известия»:
ВІД ЦЕНТРАЛЬНОГО КОМІТЕТУ КПРС І РАДИ МІНІСТРІВ СРСР
Центральний Комітет КПРС та Рада Міністрів Союзу РСР з глибоким сумом повідомляють, що 24 жовтня ц. м. при виконанні службових обов'язків, внаслідок авіаційної катастрофи загинув Головний Маршал артилерії Недєлін Митрофан Іванович кандидат у члени ЦК КПРС, депутат Верховної Ради Союзу РСР, Герой Радянського Союзу, заступник міністра оборони та головнокомандувач ракетними військами СРСР, один з найвідоміших військових діячів Радянського Союзу, прославлений герой Великої Великої Вітчизняної війни.

Похорон Головного Маршала артилерії Недєліна М. І. відбудуться у місті Москві на Красній площі.— Известия. — 1960. — № 256 (13492) (26 жовтня). — С. 1.
Про долю екіпажу та інших пасажирів не повідомлялося. Похорон пройшов на Красній площі 27 жовтня. Після кремації урну з прахом Недєліна з почестями помістили в Некрополь біля Кремлівської стіни поруч із урною Ігоря Курчатова.
Похорон заступника голови Державного комітету Ради міністрів СРСР з оборонної техніки Льва Гришина відбувся на Новодівичому цвинтарі, при цьому було вжито заходів, щоб на ньому не було сторонніх і випадкових осіб. 48 офіцерів та солдатів поховали на 10-му майданчику у парку міста Ленінська, міста-супутника Байконура, у братській могилі. Останки цивільних фахівців відправили до Дніпропетровська, Харкова, Києва, Москви, Загорська, де їх поховали без почестей. Похорони шістьох працівників ОКБ-586 пройшли у різних місцях міського цвинтаря, без зазначення точних дат смерті.
Не зважаючи на вжиті заходи, інформація до західних засобів масової інформації все одно просочилася. Вже 8 грудня 1960 року італійське агентство новин Continentale повідомило, що маршал Недєлін і ще 100 людей загинули під час вибуху ракети. 16 жовтня 1965 року британська газета The Guardian повідомила, що викритий шпигун Олег Пеньковський підтвердив дані про катастрофу, причому помилково вказав про 300 загиблих, та те, що катастрофа сталася при випробуваннях ракети з ядерним двигуном. Додаткові деталі трагедії повідомив дисидент Жорес Медведєв 1976 року британському журналу New Scientist.
Першою публікацією про катастрофу в радянських ЗМІ став нарис у журналі «Огонёк», що вийшов 1989 року. 1994 року В. І. Івкін за завданням Головнокомандувача РВСП І. Д. Сергєєва провів дослідницьку роботу в архівах. В Архіві президента Росії було знайдено оригінали документів Державної комісії з розслідування катастрофи 24 жовтня. Ці документи були розсекречені та вперше опубліковані у «Хроніці основних подій історії РВСП» та журналах «Источник» та «Военно-исторический журнал». 1999 року було сформовано робочу групу, яка підготувала нагородні документи на учасників цієї катастрофи. У нагородному листі перераховано 99 прізвищ загиблих та поранених військовослужбовців. Під час підготовки документів було досліджено подальшу долю всіх поранених і остаточно встановлена чисельність загиблих — 78 людина, включно з 74 загиблим при старті і чотирма померлими у госпіталях.

## Найбільша катастрофа в історії ракетної техніки
Катастрофа на Байконурі 24 жовтня 1960 року була не єдиною, але стала найбільшої в історії ракетної техники. У СРСР та США під час гонки озброєнь у роки холодної війни сталася низка великих катастроф із балістичними ракетами та ракетами-носіями, у тому числі розроблених на базі бойових ракет. В СРСР жодна з цих аварій за кількістю жертв не зрівняється з катастрофою 1960 року. Вибух Р-16 істотно змінив підхід до організації пусків ракет на космодромах. Можна стверджувати, що розроблені після цієї аварії заходи безпеки допомогли зберегти чимало життів.    
| Катастрофи МБР та РН під час запуску | Катастрофи МБР та РН під час запуску | Катастрофи МБР та РН під час запуску                     | Катастрофи МБР та РН під час запуску                                 | Катастрофи МБР та РН під час запуску |
| Дата                                 | Ракета                               | Місце                                                    | Жертви                                                               | Опис |
| ------------------------------------ | ------------------------------------ | -------------------------------------------------------- | -------------------------------------------------------------------- | --- |
| 24 жовтня 1960 року                  | МБР Р-16                             | СРСР космодром Байконур, площадка 41                     | 78 загиблих, 42 поранених                                            | Вибух ракети на стартовому столі за півгодини до страту. |
| 24 жовтня 1963 року                  | МБР Р-9А                             | СРСР космодром Байконур, ШПУ «В»                         | 8 загиблих                                                           | Пожежа у шахті через виникнення іскри у загазованій атмосфері. Пари гасу та кисню утворилися внаслідок заправки навчальної ракети паливом напередодні, 23 жовтня. |
| 9 серпня 1965 року                   | МБР Titan II                         | США база Літл-Рок, ШПУ 373-4 (поблизу Серсі, Арканзас)   | 53 загиблих                                                          | Під час виконання робіт з модернізаційної програми Project YARD FENCE у шахті виникла пожежа. Врятуватися вдалося лише двом робітникам, які проводили роботи, інші загинули. З ракети перед початком робіт було знято боєголовку. Попри те, що ракета була заправлена паливом, вона не вибухнула. |
| 5 серпня 1967 року                   | МБР УР-100                           | СРСР 36-а гвардійська ракетна дивізія Красноярський край | 13 загиблих                                                          | Пожежа та вибух ракети під час проведення технічного обслуговування на пусковій установці. |
| 26 червня 1973 року                  | РН Космос-3М                         | СРСР космодром Плесецьк                                  | 9 загиблих                                                           | Відміна запуску через нештатну заправку паливом. Вибух під час зливу палива. |
| 18 березня 1980 року                 | РН «Восток-2М»                       | СРСР космодром Плесецьк, стартовий комплекс № 43/4       | 48 загиблих, 39 поранених                                            | Вибух ракети під час заправлення компонентами палива за 2 години до старту. |
| 26 січня 1995 року                   | РН Великий похід 2E                  | КНР космодром Січан                                      | офіційно 6 загиблих                                                  | Ракета після пуску почала відхилятися від курсу і через 50 секунд була підірвана. Уламки впали на сільський будинок та вбили сім'ю з 6 осіб. |
| 15 лютого 1996 року                  | РН Великий похід 3B                  | КНР космодром Січан                                      | офіційно 6 загиблих, 57 поранених Неофіційно десятки або сотні жертв | Під час запуску американського супутника Intelsat 708 ракета втратила керування та на 22 секунді впала на селище за 5 км від космодрому, спаливши його |
| 22 серпня 2003 року                  | РН VLS-1                             | Бразилія космодром Алкантара                             | 21 загиблий                                                          | Вибух ракети під час передстартової підготовки. |

## Чорний день космонавтики та пам'ять про загиблих
Через 16 днів після катастрофи за наказом начальника гарнізону полковника О. Г. Захарова  було розроблено проект пам'ятника, який встановлено на братській могилі у Солдатському парку. Рівно через три роки 24 жовтня 1963 року на космодромі Байконур вибухнула ракета МБР Р-9А конструктора Корольова, внаслідок чого загинуло 8 людей. Загиблих військовослужбовців із військовими почестями поховали у братській могилі у Солдатському парку, там само де і загиблих 24 жовтня 1960 року. Оскільки вибух ракети в цей день став другим за три роки, 24 жовтня в СРСР вважався «чорним днем космонавтики». В СРСР цей день не робили пусків ракет та згадували як жертв катастрофи 1960 року так і інших загиблих при освоєнні космосу
24 жовтня 1997 року на жалобному заході начальник відділу 1-го центру космодрому полковник В. Р. Томчук висловив пропозицію особового складу центру, що за рік на місці загибелі випробувачів буде створено меморіал. Начальник космодрому генерал Л.Т. Баранов підтримав цю пропозицію. Проект меморіалу був розроблений офіцерами 1-го центру космодрому. З матеріалами та роботами допомогли спонсори. Меморіал на площадці №41 було відкрито 24 жовтня 1998 року. На встановленому біля стартового столу Р-16 гранітному каменю висічені ескіз ракети, віршовані рядки про трагедію та прізвища загиблих.
Щорічно 24 жовтня на проспекті Гагаріна в Байконурі, біля пам'ятника на місці колишнього стартового майданчика № 41, де вибухнула Р-16, та на території КБ «Південне» у Дніпрі проводилися мітинги з покладанням вінків біля братської могили загиблих. На Запорізькому цвинтарі у Дніпрі ті, хто вижив, згадували загиблих 24 жовтня 1960 року. Наразі невідомо, чи проводяться ці заходи зараз.

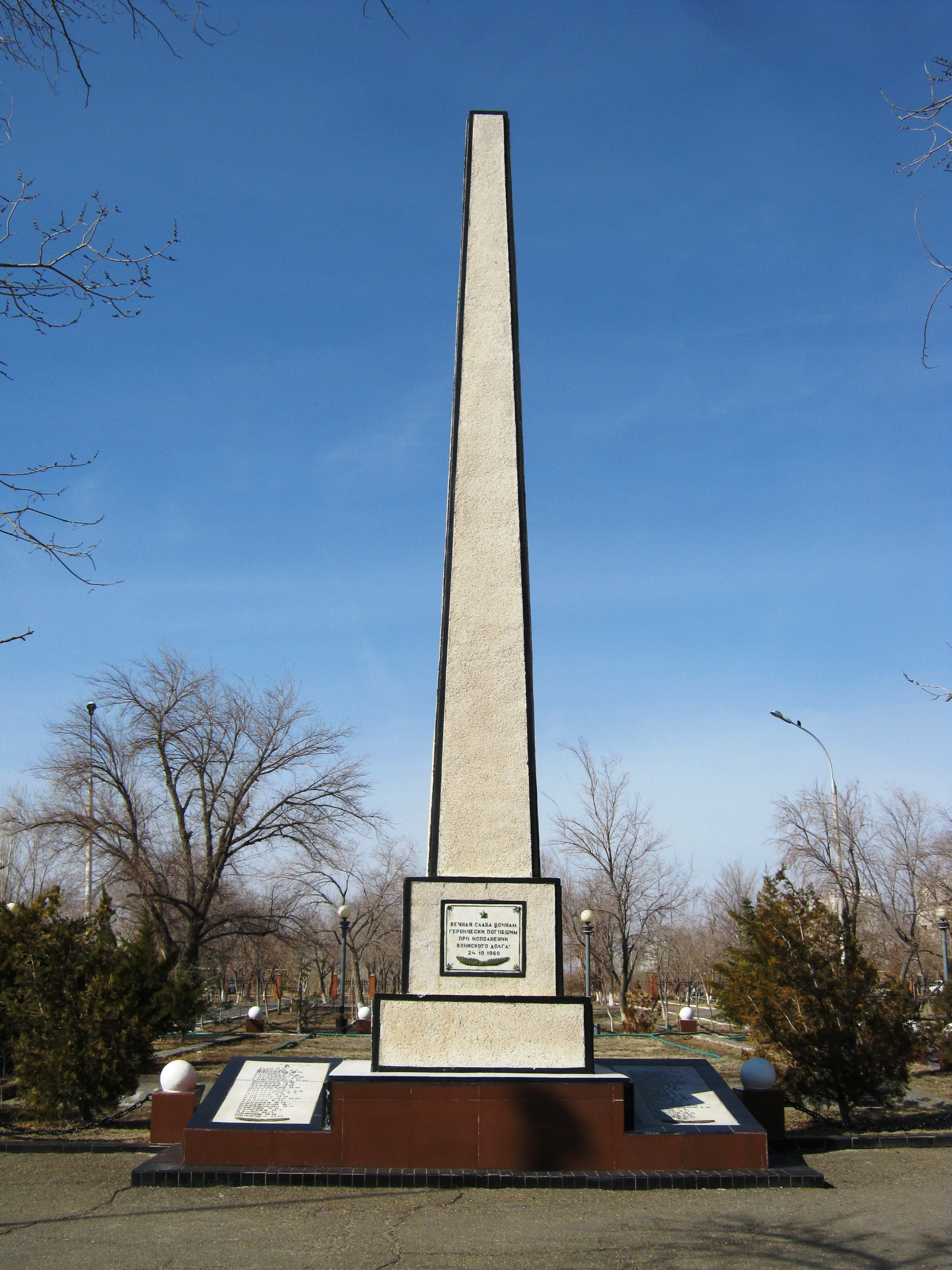
Пам'ятник на братській могилі загиблих ракетників у Солдатському парку
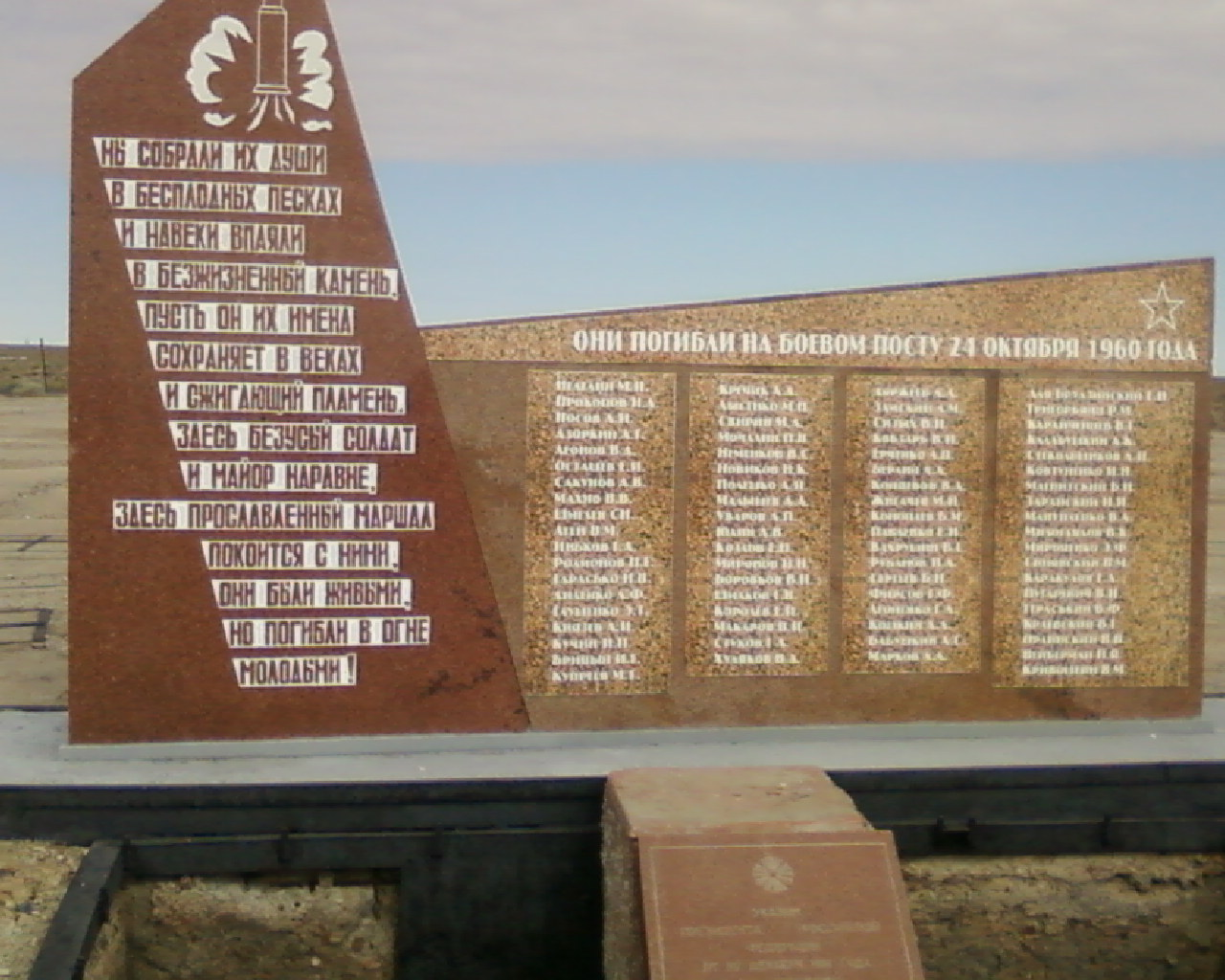
Меморіал на 41-й площадці космодрому «Байконур»

## Фільми
- День, когда не стартуют ракеты [Архівовано 22 травня 2014 у Wayback Machine.]. Часть 1, часть 2 [Архівовано 8 липня 2014 у Wayback Machine.]. Роскосмос. Телевизионный отдел космического центра «Южный».